# Byron Keturakis
Byron Keturakis (* 11. Januar 1996 in Surrey) ist ein kanadischer Volleyballspieler.

## Karriere
Keturakis begann seine Karriere an der Earl Marriott Secondary School in Surrey. Von 2014 bis 2018 studierte er an der University of British Columbia und spielte in der Universitätsmannschaft Thunderbirds. 2018 wechselte der Zuspieler zum französischen Erstligisten Narbonne Volley. Mit der kanadischen Nationalmannschaft nahm er am World Cup 2019 teil. 2020 wurde Keturakis vom deutschen Bundesligisten Netzhoppers Königs Wusterhausen verpflichtet, 2021 erfolgte der Wechsel zu den United Volleys Frankfurt. Nach dem Rückzug der United Volleys aus der 1. Bundesliga wechselte Keturakis 2022 zurück zu den Netzhoppers Königs Wusterhausen. Im Jahr 2023 wechselte der Zuspieler nach Polen zu Exact Systems Hemarpol Częstochowa.